# Piper albogranulatum
Piper albogranulatum är en pepparväxtart som beskrevs av William Trelease. Piper albogranulatum ingår i släktet Piper och familjen pepparväxter. Inga underarter finns listade i Catalogue of Life.